# Antonio Mederos Sosa
Antonio Mederos Sosa (Santa Cruz de Tenerife, 21 de noviembre de 1908 - San Cristóbal de La Laguna, 19 de septiembre de 1995)  fue un maestro y profesor de educación secundaria de la isla de Tenerife.

## Biografía
Nacido en una familia de seis hermanos, quedó huérfano de madre con 10 años. Su padre emigró a Cuba, donde murió poco después, y él quedó a cargo —junto a sus dos hermanos pequeños— de una tía materna. Remedios Sosa no tenía hijos y cuidó de sus sobrinos como suyos, dándoles a los tres estudios de Magisterio.
Su carrera docente abarcó cinco décadas en la isla de Tenerife, dedicadas a estudiantes de educación primaria inicialmente, y de secundaria después, como profesor de Geografía e Historia.
Casado con la maestra María Mercedes Aparicio Calcínez —otro personaje destacado en la enseñanza en Tenerife, con casi cincuenta años de servicio en la Graduada Aneja a la Escuela Normal de Magisterio de La Laguna—, tuvieron siete hijos a los que dieron estudios universitarios; su hijo José Luis Mederos Aparicio fue presidente de la Asamblea de Parlamentarios que redactó el proyecto de Estatuto de Autonomía de Canarias en la legislatura preautonómica, diputado en el Congreso de los Diputados en la I Legislatura y eurodiputado.
Antonio Mederos Sosa murió en 1995, después de una vida dedicada a sus clases, a su gran familia, y a sus aficiones: la música, el coleccionismo, los paseos por el campo y el fútbol.
En 1997, el Ayuntamiento de San Cristóbal de La Laguna puso su nombre a una plaza del casco de la ciudad para agradecer sus años de dedicación vocacional.

### Actividad docente
Su vida estuvo dedicada a la docencia, desde sus comienzos en 1929 como maestro en Valle Gran Rey, en la isla de La Gomera. Fue también maestro en Arafo —donde ejerció como alcalde durante la Segunda República—, en Candelaria y en Tacoronte. La mayor parte de su actividad docente, sin embargo, tendría lugar en la ciudad de San Cristóbal de La Laguna, donde accedió por oposición en 1950 al puesto de profesor de Geografía e Historia en el Instituto de Canarias—actualmente IES Canarias Cabrera Pinto—, el más antiguo de las islas Canarias, y donde permaneció hasta su jubilación en 1978. También dio clase en el colegio La Salle-San Ildefonso de Santa Cruz, en el Colegio Nava de La Laguna y en la Escuela Normal de Magisterio.
A lo largo de su carrera docente apoyó con entusiasmo la creación y actividad de agrupaciones musicales y grupos teatrales en los centros en los que trabajó, dejando huella en varias generaciones de estudiantes.

## Obra escrita
Su gran interés por los temas de Prehistoria e Historia y Arte de Canarias, además de plasmarse en sus  enseñanzas, se encuentra reflejado en sus artículos de colaboración en los periódicos de las islas, siguiendo las inquietudes de sus profesores universitarios y destacados investigadores, Elías Serra Ràfols y Juan Álvarez Delgado, por quienes sintió una profunda admiración. Realizó publicaciones y trabajos sobre cerámica canaria, telares y molinos de viento de Canarias, entre otros temas de las islas.